# Медаль Пенроуза
Медаль Пенроуза створена в 1925 році Річардом Александром Фуллертоном Пенроузом-молодшим як головна нагорода, яку присуджує Геологічне товариство Америки. Спочатку створена як медаль Геологічного товариства Америки, незабаром її перейменували на медаль Пенроуза за загальною згодою членів товариства, і вперше відбулося нагородження в 1927 році. Медаль присуджують лише на розсуд ради GSA «на знак визнання видатних досліджень у чистій геології, за видатний оригінальний внесок або досягнення, які знаменують великий прогрес у науці геології».